# Wybory prezydenckie w Serbii w 2008 roku

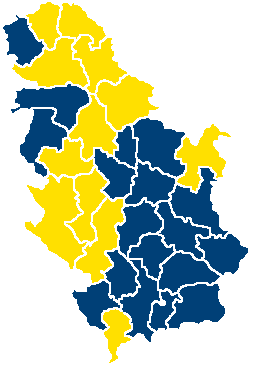
Kandydaci, który w drugiej turze wyborów wygrali w okręgach: Boris Tadić (kolor żółty), Tomislav Nikolić (kolor niebieski)

Wybory prezydenckie w Serbii w 2008 roku odbyły się w dwóch turach – pierwszej 20 stycznia 2008 i drugiej 3 lutego 2008. Były to pierwsze wybory prezydenckie przeprowadzone po rozpadzie federacji Serbii i Czarnogóry. O urząd prezydenta Serbii ubiegało się 9 osób. Pierwszą turę wygrał kandydat Serbskiej Partii Radykalnej Tomislav Nikolić, jednakże w drugiej turze pokonał go ubiegający się o reelekcję prezydent Boris Tadić z Partii Demokratycznej.

## Wyniki wyborów
| Kandydat                               | Podmiot wystawiający                   | Głosy (1 tura) | %      | Głosy (2 tura) | %      |
| -------------------------------------- | -------------------------------------- | -------------- | ------ | -------------- | ------ |
| Boris Tadić                            | Partia Demokratyczna                   | 1 457 030      | 35,39  | 2 304 467      | 50,31  |
| Tomislav Nikolić                       | Serbska Partia Radykalna               | 1 646 172      | 39,99  | 2 197 155      | 47,97  |
| Velimir Ilić                           | Nowa Serbia                            | 305 828        | 7,43   |                |        |
| Milutin Mrkonjić                       | Socjalistyczna Partia Serbii           | 245 889        | 5,97   |                |        |
| Čedomir Jovanović                      | Partia Liberalno-Demokratyczna         | 219 689        | 5,34   |                |        |
| István Pásztor                         | Koalicja Węgierska                     | 93 039         | 2,26   |                |        |
| Milanka Karić                          | Ruch Siła Serbii                       | 40 332         | 0,98   |                |        |
| Marijan Rističević                     | Ludowa Partia Chłopska                 | 18 500         | 0,45   |                |        |
| Jugoslav Dobričanin                    | Partia Reformatorska                   | 11 894         | 0,29   |                |        |
| Razem                                  | Razem                                  | 4 038 382      |        | 4 501 622      |        |
| Liczba wyborców                        | Liczba wyborców                        | 6 708 697      |        | 6 723 762      |        |
| Łączna liczba głosujących (frekwencja) | Łączna liczba głosujących (frekwencja) | 4 116 844      | 61,37% | 4 580 428      | 68,12% |